# Жакманов повет
Жакманов повет (Clematis × jackmanii) известен още като жакманов клематис, е катерливо растение от семейство Лютикови (Ranunculaceae), разпространено в Европа, Китай и Япония. При въвеждането му през 1862 г. е първият от съвременните хибридни клематиси с големи цветя.

## Описание
Жакмановата повет е хибриден сорт повет с изключително висока студоустойчивост и цъфтеж от юни до края на септември с едри красиви цветове. Листата са сложни. Състоят се от 5 или 7 овални, целокрайни листчета. Цветовете са много едри – достигат 15 см в диаметър и се състоят от 4 или 6 виолетово-сини венчелистчета, а разположените в центъра тичинки и плодници придават допълнителна нежност на цвета.

## Отглеждане
Жакмановата повет е многогодишна лиана, зимоустойчива в България. Предпочита пряко слънце и добре дренирани, за предпочитане продородни, почви. Разпространява се и в хоризонтално и във вертикално направление.

## Галерия

### Хибриди
- Clematis 'Rouge cardinal'
- Clematis × jackmanii 'Zojapur'
- Clematis 'Dr. Ruppel'
- Clematis "Ville de Lyon'
- Clematis 'President' fajta
- Clematis viticella
- Clematis 'Nelly Moser'
- Clematis 'Perle d'Azur fajta
- Clematis montana
- Clematis 'Mme Van Houtte' fajta